# Specie vulnerabile

La categoria «Vulnerabile» nella versione 3.1 del 2008 della Lista Rossa della IUCN.

Secondo la IUCN, una specie si considera vulnerabile (abbreviato ufficialmente come VU; in inglese Vulnerable) quando soddisfa almeno uno dei seguenti criteri: riduzione della popolazione dell'ordine del 30-50%; deterioramento dell'ambiente ma in misura minore rispetto alle categorie in pericolo o in pericolo critico; dimensione della popolazione inferiore a 10.000 individui maturi ma in declino o fortemente fluttuante; popolazione al di sotto di 1000 individui maturi; probabilità di estinzione di almeno il 10% nei prossimi cento anni. La specie risulta quindi affrontare un rischio molto elevato di estinzione in natura.

La categoria «Vulnerabile» nella versione 2.3 del 1994 della Lista Rossa della IUCN.

La categoria comprende anche alcune specie che in versioni precedenti della Lista Rossa venivano considerate all'interno della categoria Dipendente dalla Conservazione.
Nella versione 2015 della Lista Rossa, la categoria Vulnerabile comprendeva 5612 taxon di animali e 5310 di piante.